# Stadtwerke Heidenheim
Die Stadtwerke Heidenheim AG - Unternehmensgruppe ist ein bundesweit aktives Energieversorgungsunternehmen aus Heidenheim an der Brenz.

## Geschichte
Die Stadtwerke Heidenheim lieferten im Jahr 1865 aus Kohle erzeugtes Gas. Im Jahr 1885 begannen sie mit dem Aufbau der Trinkwasserversorgung und seit dem Jahr 1905 erzeugen und verkaufen die Stadtwerke Heidenheim elektrischen Strom. Die Aktiengesellschaft wurde im Jahr 1971 gegründet. Die Aktien befinden sich zu 100 % im Eigentum der Stadt Heidenheim. Seit dem Geschäftsjahr 2003 liefert die Stadtwerke Heidenheim AG - Unternehmensgruppe auch Strom an Kunden außerhalb des eigenen Netzgebiets. Im Jahr 2008 begann sie Kunden außerhalb des eigenen Gasversorgungsnetzes mit Erdgas zu versorgen. Die Stadtwerke Heidenheim AG - Unternehmensgruppe betreibt von Beginn an eigene Netze für die Strom-, Gas-, Trinkwasser- und Wärmeversorgung ihrer Kunden sowie ein Lichtwellenleiternetz. Auch im Bereich der Immobilienwirtschaft ist die Unternehmensgruppe aktiv. Hierbei schafft und unterhält sie Wohnraum vorrangig in Heidenheim und in Frankenthal (Pfalz). Des Weiteren betreibt sie zwei Hotels sowie eine Gastronomie in Heidenheim an der Brenz und ein Hotel in Rothenburg ob der Tauber. Außerdem betreibt die Unternehmensgruppe das Heidenheimer HellensteinBad aquarena.

## Geschäftsbereiche
(Quelle:)

### Erneuerbare Energien & Kraftwerke
Die Stadtwerke Heidenheim AG - Unternehmensgruppe ist Kraftwerksbetreiber von Erneuerbare-Energien-Anlagen und Kraft-Wärme-Kopplungs-Anlagen in ganz Deutschland und bietet teilweise Beteiligungen an den Wind- und Photovoltaikparks an.

### Netze & Anlagen
Die Unternehmensgruppe ist Betreiber von Strom-, Gas-, Wasser- und Wärmenetzen sowie von Strom- und Erdgastankstellen in Heidenheim und der Region.

### Handel
Für umweltschonende Energie aus Wind- und Photovoltaikanlagen übernimmt die Unternehmensgruppe die Direktvermarktung. Außerdem ist sie ein internationaler Energiehändler und beliefert auch andere Energieversorgungsunternehmen mit Energie.

### Vertrieb
Die Stadtwerke Heidenheim AG - Unternehmensgruppe ist zudem ein bundesweiter Strom-, Gas- und Wärmelieferant und bietet energienahe Dienstleistungen sowie Energieberatung.

### Dienstleister
Zudem ist sie Dienstleister im bundesweiten Vertrieb. Dazu übernimmt die Unternehmensgruppe z. B. Tätigkeiten im Rahmen des Vertrieb/Marketing, des Energiedatenmanagements, der Abrechnung und der Lieferantenwechselprozesse (Smart Market).

### Betriebsführungen
Die Unternehmensgruppe ist Betriebsführer und übernimmt für Energieversorgungsunternehmen kaufmännische und technische Betriebsführungen. So hat sie für die Stadtwerke Rothenburg o.d.T. GmbH seit April 2015 die Geschäfts- und Betriebsführung übernommen.

### Generalbau
Als Generalbauübernehmer agiert die Unternehmensgruppe mit einem eingespielten Netzwerk an Sub-Unternehmen. Dabei ist sie im Hoch- und Tiefbau aktiv und übernimmt Aufgaben wie z. B. Sanierung, Modernisierung, Instandhaltung, Facility-Management sowie Planungs- und Ingenieurdienstleistungen.

### Wohnungsbau
Die Stadtwerke Heidenheim AG - Unternehmensgruppe ist im Wohnungsbau aktiv. Dazu schafft und unterhält sie Wohnraum vorrangig in Heidenheim und in Frankenthal (Pfalz).

### Hotel & Restaurant
Die Unternehmensgruppe ist Betreiber des Schlosshotel Hellenstein sowie des ECOME Hotel in Heidenheim. Darüber hinaus betreibt sie das Schlossrestaurant – die Gastronomie im Schlosshotel Hellenstein.

### Bad & Gastronomie
Seit 1988 betreibt die Stadtwerke Heidenheim AG das HellensteinBad aquarena. Das Freizeitbad umfasst mehrere Innen- und Außenbecken sowie eine Saunalandschaft. Es wurde ursprünglich von der Stadt Heidenheim errichtet, im Jahr 1977 eröffnet und seitdem immer wieder erweitert und ausgebaut. Den Wellness- und Gastronomiebereich betreibt sie mit eigenen Mitarbeitern.

## Produkte

### Strom
Die Stadtwerke Heidenheim AG versorgt ihre Kunden seit 1905 mit elektrischer Energie. Seit 2003 werden unter dem Namen „HellensteinStrom“ verschiedene Stromtarife bundesweit angeboten und vertrieben.

### Gas
Die Stadtwerke Heidenheim AG versorgt ihre Kunden seit 1865 mit Gas, seit 2008 auch bundesweit. Unter dem Namen „HellensteinGas“ bietet sie verschiedene Gastarife an. Darüber hinaus betreibt das Unternehmen eine Erdgastankstelle in Heidenheim.

### Wasser
Die Stadtwerke Heidenheim AG versorgt ihre Kunden seit 1885 mit Trinkwasser. Insgesamt betreibt das Unternehmen drei Pumpwerke: „Siebter Fuß“ in Aufhausen, „Schmittenberg“ in Heidenheim und die „Goldquelle“ in Mergelstetten. Hier wird das Trinkwasser aus einer Tiefe von bis zu 150 m aus dem Karstgrund der Schwäbischen Alb in das Trinkwasserrohrnetz befördert.

### Wärme
Die Stadtwerke Heidenheim AG versorgt ihre Kunden seit 1964 mit Wärme. Derzeit betreibt das Unternehmen drei Blockheizkraftwerke in Heidenheim: Das Blockheizkraftwerk im Heizwerk Mittelrain, das 2005 erbaute Blockheizkraftwerk auf dem Zanger Berg sowie das BHKW im HellensteinBad aquarena.

### Mobilität
Besitzer von Elektrofahrzeugen finden in Heidenheim, Steinheim am Albuch, Königsbronn und Nattheim mehrere Ladestationen, die von der Stadtwerke Heidenheim AG betrieben werden.
Zudem betreibt das Unternehmen eine Erdgastankstelle an der B 19 in Heidenheim.

## Unternehmensstruktur
Die Stadtwerke Heidenheim AG hat über 50 Tochterunternehmen:
- Stadtwerke Heidenheim regio GmbH
- Hellenstein-Energie-Logistik GmbH
- Hellenstein Generalbau GmbH
- Stadtwerke Heidenheim Wärmeservice GmbH
- Hellenstein Gastronomie und Wellness GmbH
- 24/7 Energie & Kommunikation GmbH
- Hellenstein SolarWind GmbH
- IWPV Industrie-Wärmeverbund Heidenheim GmbH
- FT Energiepartner GmbH
- StadtwerkePartner GmbH
- Baugesellschaft Frankenthal (Pfalz) GmbH
- Baugesellschaft Heidenheim GmbH
- Ecome Hotel GmbH
- Schlosshotel Hellenstein GmbH
- Entwicklungsgesellschaft Schloßberg GmbH & Co. KG
- Schloßberg Verwaltung GmbH
- SolarWind Verwaltungs-GmbH
- Windpark Gamma GmbH
- Windpark Nattheim II GmbH & Co. KG
- HSW Windpark Niederzier GmbH & Co. KG
- HSW Windpark Großrössen II GmbH & Co. KG
- HSW SolarVerbund SO GmbH & Co. KG
- HSW Solarpark Beratzhausen GmbH
- HSW Windpark Jüchsen GmbH & Co. KG
- Agri-PV Altheim GmbH
- HSW Solarparks Taubertal GmbH
- HSW Solarpark Dingolfing GmbH
- SolarWind Projekte GmbH
- Windpark Falkenberg GmbH
- HSW Windpark Kladrum GmbH & Co. KG
- HSW Windpark Groß Niendorf GmbH & Co. KG
- HSW Windpark Ahorn-Buch GmbH & Co. KG
- HSW Windpark Niedergörsdorf GmbH & Co. KG
- HSW Windpark Grebbin GmbH
- Infrastruktur Windpark Nattheim GmbH
- Windpark Nattheim GmbH
- HSW Windparks Steife Brise GmbH
- HSW Solarpark Ernsthof West IV GmbH
- HSW Solarpark Stalldorf GmbH
- HSW Windpark Breitenfelde GmbH & Co. KG
- HSW Windpark Weertzen GmbH & Co. KG
- HSW Windpark Holzthaleben GmbH & Co. KG
- HSW Windpark Wahlsdorf GmbH & Co. KG
- Wohnbau Waldhorn GmbH
- Wohnbau Brenzpark GmbH
- Wohnbau Herrieden GmbH
- Baugesellschaft SWH & Kehrberger GmbH
- Objektbau Brenzpark GmbH
- BGH Wohn- und Objektbau GmbH
- Wohnbau HDH City GmbH
- Wohnbau HDH City GmbH II
- Wohnbau HDH City GmbH III
- Wohnen am Wartberg GmbH
- Wohnbau Rainau
- SWR Energie . Service . Bau GmbH
- ESB SolarWind GmbH
- ESB Wohnbau Viva GmbH

Nachfolgend die wichtigsten Tochtergesellschaften im Überblick:

### Stadtwerke Heidenheim regio GmbH
Die Stadtwerke Heidenheim regio GmbH wurde im Geschäftsjahr 2003 gegründet. Sie beliefert die Kunden in den Gemeinden Steinheim, Nattheim und Königsbronn über das eigene Verteilnetz in der Region mit Gas. Zudem unterstützt sie im Rahmen ihrer Betriebsführungen die Gemeinden, ihre Betriebe zur sicheren Trinkwasserversorgung auch unter den strengen Anforderungen der Trinkwasserverordnung weiterhin eigenständig und wirtschaftlich optimiert betreiben zu können.

### Stadtwerke Heidenheim Wärmeservice GmbH
Die Stadtwerke Heidenheim Wärmeservice GmbH wurde 2003 gegründet. Die Gesellschaft bietet Dienstleistungen im Rahmen des Wärme-Contracting an. Zum Jahresende 2011 betrieb die Gesellschaft insgesamt 210 Heizungsanlagen. Darüber hinaus ist die Gesellschaft im Energiehandel tätig und beliefert Handels- und Weiterverteilerkunden mit Strom und Gas. Alleinige Gesellschafterin ist die Stadtwerke Heidenheim AG.

### Hellenstein-Energie-Logistik GmbH
Die Hellenstein-Energie-Logistik GmbH wurde im Geschäftsjahr 2004 gegründet. Sie hat das Strom- und Gasnetz der Stadtwerke Heidenheim AG gepachtet und betreibt dies entsprechend den Vorgaben des Gesetzes über die Elektrizitäts- und Gasversorgung als zuständiger Netzbetreiber in Heidenheim. Neben dem Betrieb des Heidenheimer Strom- und Gasnetzes betreibt die Hellenstein-Energie-Logistik GmbH das Hellensteinbad Aquarena, welches jährlich rund 250.000 Besuchern zählt.

### Hellenstein Generalbau GmbH
Die Hellenstein Generalbau GmbH wurde im Jahr 2009 gegründet. Sie fungiert als Generalbauübernehmer und agiert mit einem Netzwerk an Sub-Unternehmen. Sie ist im Hoch- und Tiefbau aktiv. Zu ihren Aufgaben zählt zudem die Sanierung und Modernisierung von Bestandsobjekten inkl. Planung der Heizungs-, Lüftungs-, Sanitär- und Elektroarbeiten.

### Hellenstein Gastronomie und Wellness GmbH
Die Hellenstein Gastronomie und Wellness GmbH wurde im Geschäftsjahr 2009 von der Stadtwerke Heidenheim AG gegründet. Die GmbH betreut die Bereiche Wellness und Gastronomie im Heidenheimer Hellensteinbad Aquarena.

### Hellenstein SolarWind GmbH
Die Hellenstein SolarWind GmbH wurde im August 2011 gegründet. Gegenstand des Unternehmens ist die Versorgung der Heidenheimer Bevölkerung und der Bürger aus anderen Gemeinden mit Elektrizität aus erneuerbarer Energie, sowie die Planung, die Finanzierung, die Errichtung, der Betrieb und die Verwaltung von Anlagen zur regenerativen Energieerzeugung.

### 24/7 Energie & Kommunikation GmbH
Die 24/7 Energie & Kommunikation GmbH wurde im März 2011 gegründet. 2011 startete sie mit Strom- und Gasprodukten für Haushalts- und Gewerbekunden in den bundesweiten Online-Vertrieb.

### FT Energiepartner GmbH
Die FT Energiepartner GmbH wurde 2019 gegründet. Zu den Geschäftsfeldern der FT Energiepartner GmbH gehören zum einen die Bereiche Instandhaltungsmanagement, Wärmecontracting, Elektromobilität sowie der Bau- und Betrieb von PV-Anlagen, welche vorwiegend in Frankenthal (Pfalz) und der Region erbracht werden sowie zum anderen der bundesweite Energievetrieb (Strom, Gas, Wärme) für Privat-, Gewerbe- und Geschäftskunden, Energieberatung und die Erbringung von Energiedienstleistungen aller Art, wie z. B. Thermografieaufnahmen, Energieausweise etc.

### IWPV Industrie-Wärmeverbund Heidenheim GmbH
Zum 30. September 2013 übernahm die Stadtwerke Heidenheim Wärmeservice GmbH von der Voith Dienstleistungen und Grundstücks GmbH & Co. KG (ein Unternehmen der Voith GmbH) sämtliche Gesellschaftsanteile an der IWPV Industrie-Wärmeverbund Heidenheim GmbH. Das City-Wärmenetz nimmt die Stadtwerke Heidenheim AG – Unternehmensgruppe in den erfahrenen Netzbetrieb mit auf und versorgt hierüber im Rahmen der bestehenden Lieferverträge die Kunden in Heidenheim weiterhin mit umweltschonender Heizenergie.

### StadtwerkePartner GmbH
Zu den Angeboten der StadtwerkePartner GmbH gehören die Erbringung von Energiedienstleistungen jeglicher Art, die Durchführung von Betriebsführungen sowie die Erbringung von Ingenieur-, Bau- und sonstigen Dienstleistungen und allen damit zusammenhängenden Arbeiten.

### Baugesellschaft Frankenthal (Pfalz) GmbH
Seit dem Jahr 2016 hält die Stadtwerke AG 63,16 Prozent der Anteile an der Baugesellschaft Frankenthal (Pfalz) GmbH (BGF). Die BGF wurde 1918 gegründet. Seitdem baut und verwaltet sie Wohnungen und sonstige Einheiten. Der Bestand an Wohnungen beläuft sich zum 31. Dezember 2017 auf 1.866 Einheiten.

### Baugesellschaft Heidenheim GmbH
Die Baugesellschaft Heidenheim GmbH wurde im Jahr 2017 gegründet. Aktuelle Projekte des Unternehmens in Heidenheim sind der Bau von Wohn- und Gewerbeflächen an verschiedenen Standorten in Heidenheim.

## Geschäftsführung
Dieter Brünner, Erich Weber und Michael Holdenrieder sind seit 1. Januar 2025 im Vorstand der Stadtwerke Heidenheim AG. Dieter Brünner, der die Stadtwerke seit 2001 aufgebaut und auf 60 Tochtergesellschaften erweitert hat, ist Vorstandsvorsitzender. Aufsichtsratsvorsitzender ist der Oberbürgermeister der Stadt Heidenheim, Michael Salomo.